# عائلة معمر القذافي

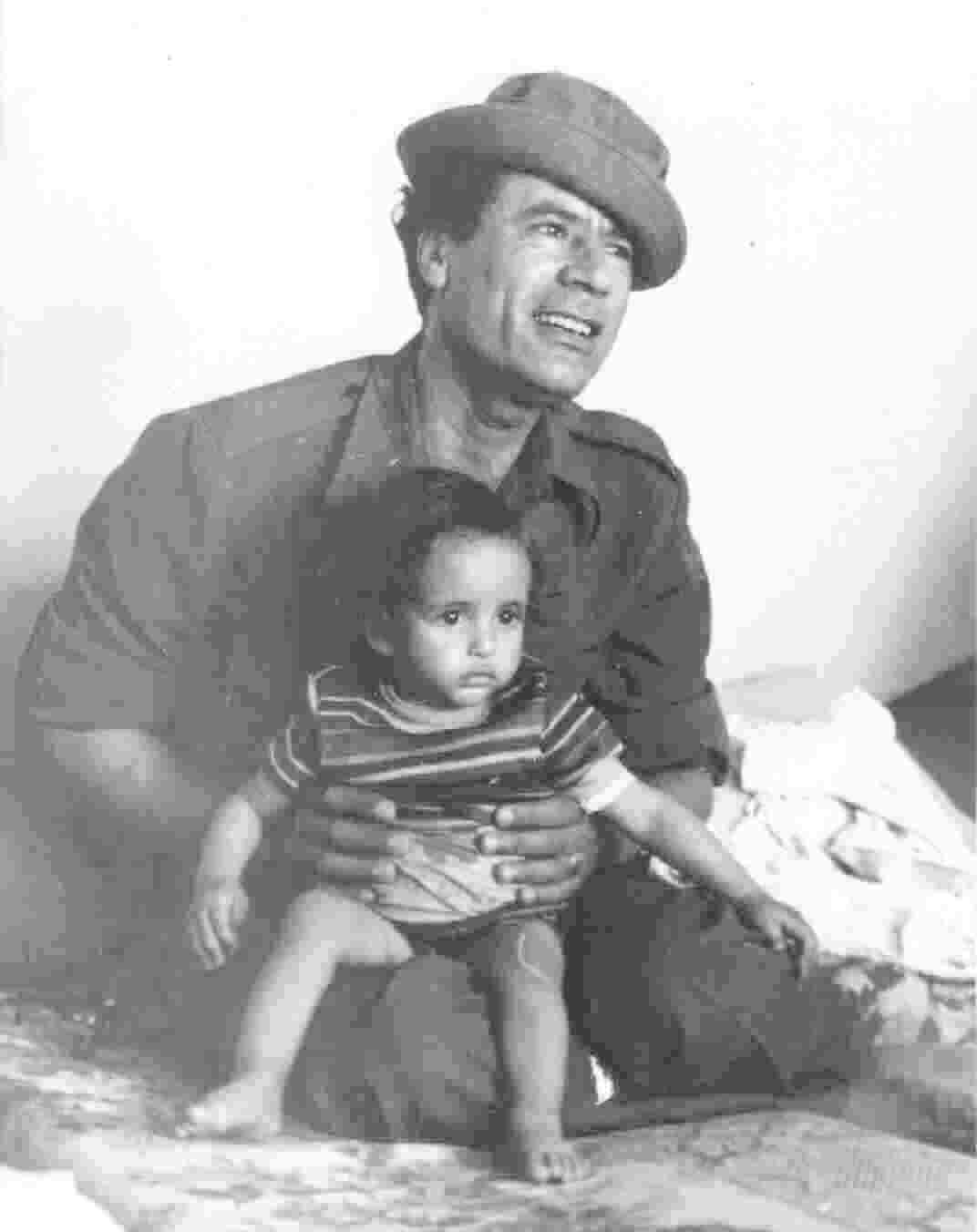

عاش معمر القذافي في كنف أمه وتزوج من فتحية خالد وله منها ابنه البكر محمد القذافي، ثم طلقها في وقت مبكر وتحديداً بعد استلامه السلطة وتزوج من صفية فركاش، التي له منها سبعة أبناء. وأكبر أولاده محمد القذافي من زوجته الأولى ويليه سيف الإسلام القذافي من الثانية ويليه الساعدي، فالمعتصم بالله، فسيف العرب، فهانيبال، فخميس، وابنته الوحيدة هي عائشة القذافي.

## زوجاته
- فتحية نوري خالد زوجة العقيد الأولى، مدرّسة أنجب منها أكبر أنجاله (محمد)، ويقال أن زواجهما استمر شهورا فقط.
- صفية فركاش زوجة القذافي الثانية وهي ممرضة ليبية سابقة تعرف عليها أول مرة عام 1970 أثناء خضوعه للعلاج في أحد المستشفيات وتزوج منها في نفس العام[1] تنحدر من مدينة البيضاء.

### أبناؤه
فيما يلي نبذة عن عائلة القذافي، حسب ما ورد في برقيات السفارة الأميركية في ليبيا التي سربها موقع ويكيليكس.

### محمد القذافي
الابن البكر من زوجة القذافي الأولى. رأس اللجنة الأولمبية الليبية التي تملك الآن 40% من شركة المشروبات الليبية، وهي صاحبة امتياز شركة كوكاكولا في ليبيا. كما أدار لجان البريد العام والاتصالات السلكية واللاسلكية والشركات المتفرعة منها، وهو مسؤول عن قطع الاتصالات عن ليبيا خلال الأيام الأولى لثورة 17 فبراير، وكان محمد القذافي معارضاً بعض الشيء لسياسات والده وعندما دخلت قوات المعارضة الليبية المسلحة إلى العاصمة طرابلس بمساعدة حلف شمال الأطلسي بتاريخ 21/8/2011 م ظل محمد في منزله برفقة أمه وأبناءه وحراسه الشخصية طوقت مجموعة من قوات المعارضة المسلحة منزله وخلال مكالمته مع قناة الجزيرة الإخبارية قال إنه رهن الاعتقال المنزلي وقال محمد معلقاً على الأحداث الجارية «حزنت للقتال بين الأخوة والأشقاء وتمنيت أن تحل المشاكل بالود والحوار» وانتهت مكالمته مع القناة بصوت زخات من الرصاص تبين فيما بعد أنها اشتباكات بين حراسه الشخصيين والمجموعة التي كانت تطوق منزله عندها علق مصطفى عبد الجليل وزير العدل الليبي السابق ورئيس المجلس الوطني الانتقالي من خلال اتصال هاتفي لاحق مع قناة الجزيرة قائلاً «محمد معمر القذافي سيبقى في منزله في أمان تام ونضمن ذلك» وقال أيضاً إن تبادلا لإطلاق النار بين ثلاثة من الحرس الشخصي للنجل الأكبر للقذافي والثوار الذين يحيطون بمنزله أسفر عن مقتل أحد الثوار وإصابة اثنين علاوة على إصابة أحد الحراس بينما لم يصب محمد القذافي أو أي من أفراد أسرته بمكروه وعاودت قناة الجزيرة الاتصال به مرة أخرى لكن المكالمة انتهت كما في المرة السابقة بزخات من الرصاص، ليتبين فيما بعد أنه وبمساعدة افراد من الكتائب الموالية للقذافي هرب من الإقامة الجبرية التي فُرضت عليه إلى الجزائر رفقة افراد آخرين من عائلة القذافي.

### سيف الإسلام
ثاني أكبر أبناء القذافي، ونظر إليه طوال السنين السابقة لثورة 17 فبراير على أنه الزعيم الذي يجري تحضيره لخلافة والده. ظهر بعد أيام من اندلاع الاحتجاجات على شاشات التلفزيون وخاطب الأمة مهددا ومحذرا من نشوب حرب أهلية، قالت قوات المعارضة الليبية المسلحة إنها إعتقلته قبيل دخولها لمدينة طرابلس العاصمة الليبية في يوم 21/أغسطس/2011 م وأكد حينها مدعي عام محكمة الجنايات الدولية لويس مورينو أوكامبو ذاك النباً، لكن سيف الإسلام عاود الظهور مرة أخرى فجر الثلاثاء 23/أغسطس/2011 م في قاعدة باب العزيزية بين حشد من مناصريه وعدد من الصحفيين ساخراً من مذكرة الاعتقال التي أصدرتها محكمة العدل الدولية بحقه، وأكد مراسلوا عدة وكالات أنباء منها وكالة رويترز وبي بي سي ووكالة الأنباء الفرنسية أنهم التقوا سيف الإسلام وأدلى لهم بتصريحات مفادها أن والده لا يزال في طرابلس ونفى سيف الإسلام أنباء اعتقاله وسيطرة قوات المعارضة على العاصمة، وعادوت محكمة العدل الدولية نفي الخبر الذي نقل عن مدعي عام المحكمة أن سيف الإسلام قد اعتقل وكانت محكمة العدل الدلية قد أصدرت بحقه هو ووالده مذكرة اعتقال وتتهمه المحكمة بالوقوف وراء تنفيذ اغتيالات داخل ليبيا ويلف الغموض مصير سيف الإسلام القذافي بعد سقوط قاعدة باب العزيزية بيد قوات المعارضة يوم 23/أغسطس/2011. مهندس وحائز على شهادة الدكتوراه من كلية العلوم الاقتصادية في لندن، واعتبر وجه النظام في الخارج. سبق له أن نادي بالإصلاح السياسي والاقتصادي، و«دعم» دور منظمات غير حكومية[بحاجة لمصدر] من خلال رئاسته لمؤسسة القذافي الخيرية العالمية.
السفارة الأميركية في طرابلس قالت عنه «لقد كان دور سيف الإسلام رفيع المستوى كواجهة دولية للنظام بمثابة نعمة ونقمة عليه. عزز صورته ولكن العديد من الليبيين ينظرون إليه باعتباره شديد الاعتداد بنفسه وحريصا على استرضاء الأجانب».
رافق سيف الإسلام المتهم الرئيسي والمدان في تفجير لوكربي عبد الباسط المقرحي الذي كان مدانا بالسجن مدى الحياة في اسكتلندا، لكن السلطات هناك أفرجت عنه عام 2009 وسمحت له بالعودة إلى ليبيالاصابته بالسرطان وبداعي «السماح له بالموت في بلده وبين أهله».

### الساعدي
ثالث أبناء القذافي، يعرف عنه سوء السلوك وله ماض مضطرب يتضمن اشتباكات مع الشرطة في أوروبا (خصوصا إيطاليا)، وتعاطي المخدرات والكحول والاحتفالات المستمرة، والسفر إلى الخارج رغم أنف والده.
لاعب كرة قدم محترف سابق (لعب موسما واحدا مع بيروجيا وكان في دوري الدرجة الأولى في إيطاليا. يملك حصة كبيرة في فريق الأهلي أحد أكبر فريقين لكرة القدم في ليبيا، وترأس الاتحاد الليبي لكرة القدم). يحمل شهادة في الهندسة وعمل لفترة وجيزة ضابطا في وحدة للقوات الخاصة.
لديه قوات خاصة به. يمتلك شركة إنتاج تلفزيوني ويقال أنه شارك في سحق احتجاجات 2011 في بنغازي.

### هانيبال
رابع أبناء القذافي، متقلب وسجله مليء بالمواجهات مع السلطات في أوروبا وأماكن أخرى. اعتقل وزوجته في جنيف على خلفية اتهامات بضرب خدمه مما أدى إلى أزمة دبلوماسية بين ليبيا وسويسرا انتهت بتوقف سويسرا عن ملاحقة هانيبل بعد تهديدات ليبية بسحب الاستثمارات.
في ديسمبر 2009، استدعى العاملون في فندق كلاريدج بالعاصمة البريطانية لندن الشرطة بعد سماعهم صراخا صادرا من غرفة هنيبال، وقد وجدت امرأة تدعى ألين سكاف –التي هي زوجته اليوم- ووجهها مليء بالجروح ولكنها لم تتقدم بشكوى ضده وادعت أن الجروح نتيجة تعثرها وسقوطها على الأرض.

### المعتصم

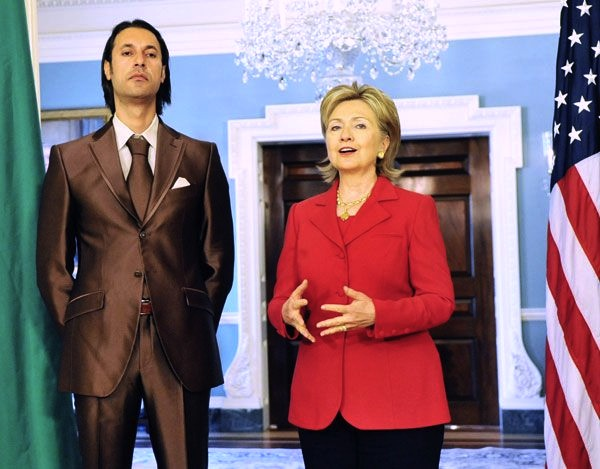
المعتصم أثناء لقاءه هيلاري كلنتون في 2009

خامس أبناء القذافي، مستشار والده للأمن القومي وكان حتى وقت قريب يتمتع بحظوة كبيرة. في عام 2008 طلب مبلغ 1.2 مليار دولار لإنشاء وحدة عسكرية أو أمنية شبيهة بتلك التي يقودها أخوه الأصغر خميس. فقَد السيطرة على العديد من مصالحه التجارية الشخصية بين عامي 2001 و2005 عندما استغل إخوته غيابه وفرضوا سطوة شركاتهم الخاصة على البلاد.

### خميس
الابن السادس للقذافي، قائد وحدة للقوات الخاصة لواء -32- أو الكتيبة خميس، وهو لواء تم تدريبه في روسيا ويضطلع على نحو فعال بحماية النظام. كما تشارك هذه الوحدة في قمع المحتجين المعارضين لنظام القذافي. تم اسره خلال الثورة الشعبية التي اطاحت بحكم أبوه معمر القذافى وقيل انه قتل في احدا الوحدات، وبعد ذلك تكلم رئيس المجلس الانتقالي اليبي مصطفى عبد الجليل في مقابلة اجراها في احدا القنوات التلفزيونية قائلا ان خميس ربما يكون حيا في صحراء مالى مبتور الساق حسب مالديه من معلومات.

### عائشة
ابنة القذافي وتضطلع بدور الوسيط في حل الخلافات العائلية، وتعمل في مجال المنظمات غير الحكومية. يتذكر الليبيون استقدامها المغني العالمي ليونيل ريتشي إلى ليبيا منذ عدة سنوات ليغني في حفل عيد ميلادها. متزوجة من أحمد القذافي ولديهم أربعة أبناء.

### هناء
«ابنة» القذافي المتبناة، زعم القذافي أنها «قتلت» في القصف الأميركي لطرابلس عام 1986.

### سيف العرب
أقل أبناء القذافي الثمانية شهرة. يقال أنه يعيش في ميونيخ بألمانيا حيث يقال أنه يدير عددا من المصالح غير واضحة المعالم، ويعرف عنه قضاء الكثير من وقته بعيد عن السياسة وكان يحب أخواله وكثير الزيارة إليهم في البيضاء
ادّعت السلطات الليبية في طرابلس أنه «قتل إثر قصف جوي لأحد المباني التابعة للقذافي من قبل مقاتلات الناتو مساء 30 أبريل 2011 شنته على منزل تابع لمعمر القذافي»، وقد أعلن التلفزيون الليبي الرسمي أنه قتل وثلاثة من احفاد العقيد في قصف لحلف شمال الأطلسي على منزله حين تواجد والده معمر القذافي وزوجته هناك.

## الروابط الخارجية
1. ↑  الامم المتحدة - SC/10541 نسخة محفوظة 01 أغسطس 2013 على موقع واي باك مشين.
2. 1 2  الوطن أون لاين ::: سيف الإسلام القذافي لم يعتقل نسخة محفوظة 13 مارس 2017 على موقع واي باك مشين.